# Verkehrsverbund Schwarzwald-Baar-Heuberg
Der Zweckverband Verkehrsverbund Schwarzwald-Baar-Heuberg ist der gemeinsame Verkehrsverbund der Landkreise Rottweil, Tuttlingen und Schwarzwald-Baar-Kreis in der Region Schwarzwald-Baar-Heuberg. Der Zweckverband vermarktet seinen Verbundtarif unter der Markenbezeichnung „Move“.
Move hat die bisherigen landkreisbezogenen Verbünde TUTicket, Verkehrsverbund Rottweil und Verkehrsverbund Schwarzwald-Baar mit ihren individuellen Tarifen abgelöst.
Der Verbund spielt eine zentrale Rolle bei der Umsetzung der Verkehrswende in Baden-Württemberg, da das Land das Ziel verfolgt, die Fahrgastzahlen im öffentlichen Personennahverkehr bis 2030 zu verdoppeln und die PKW-Nutzung zu halbieren. Der Verkehrsverbund fördert durch ein einfaches Tarifsystem mit vergünstigten Fahrpreisen den Umstieg von Auto auf den ÖPNV.

## Geschichte

### Zweckverband Ringzug und Tarifkooperation
Die Grundlagen für die ÖPNV-Kooperation zwischen den Landkreisen Rottweil, Tuttlingen und Schwarzwald-Baar wurde 1995 durch die Studie „Integraler Taktfahrplan Bus und Bahn für die Region Schwarzwald-Baar-Heuberg“ gelegt. Mit der Regionalisierung des SPNV 1996 wurde es möglich, ein eigenes Konzept für den Bahnverkehr in den Landkreisen umzusetzen. Hierfür wurde 2001 der „Zweckverband Ringzug“ gegründet und in den Ausbau des regionalen Schienennetzes über 100 Mio. Euro investiert. Der Ringzug konnte im Jahr 2003 den Betrieb aufnehmen.
Der Verkehrsverbund Schwarzwald-Baar wurde 2000 gegründet, der Tuttlinger Verkehrsverbund (TUTicket) und die Verkehrsverbund Rottweil GmbH (VVR) zeitgleich mit dem Start des 3er-Ringzugs 2003. Jeder der drei Verbünde etablierte einen eigenen Tarif für das jeweilige Kreisgebiet.
Die Regionale Tarifkooperation Schwarzwald-Baar-Heuberg (RTK) wurde zum 31. August 2003 als ergänzender Dachtarif über die bestehenden Verbundtarife zeitgleich mit dem Ringzug eingeführt, um mit nur einem Fahrschein Fahrten zwischen den drei Verbünden zu ermöglichen. Damit war die Kooperation kein eigenständiger Verkehrsverbund mit Verbundgesellschaft, sondern wurde von den einzelnen Verbünden getragen. Ab dem 1. August 2008 wurde der Dachtarif unter der Bezeichnung „3er-Tarif“ vermarktet, dessen Fahrpreise sich nach dem Additionsprinzip aus den drei unabhängig bestehenden Verbundtarifen errechnete. Mit der Einrichtung des Move-Tarifs in den drei Landkreisen wurde die bisherige Tarifkooperation obsolet.

### Entwicklung des gemeinsamen Verkehrsverbunds und Nahverkehrstarifs
Vor Gründung des Zweckverbands Verkehrsverbunds Schwarzwald-Baar-Heuberg galten in der Region Schwarzwald-Baar-Heuberg insgesamt vier verschiedene Nahverkehrstarife, womit die Region in Bezug auf ÖPNV-Tarife vergleichsweise kleinteilig aufgestellt war. Dies bedeutete unter anderem, dass die direkt benachbarten Zentren der Region verschiedenen Verkehrsverbünden mit deren jeweiligem Tarifsystem und deren Tarifangeboten angehörten und Fahrgäste vergleichsweise viele Tarifzonen durchqueren mussten, um ihr Ziel zu erreichen. Das bestehende Tarifsystem war entsprechend komplex und wurde als wesentliche Einstiegshürde für den umweltfreundlichen öffentlichen Nahverkehr angesehen. Bundesweit gab es seit einiger Zeit bereits den Trend zur Vereinfachung von Nahverkehrstarifen.
Von den Landkreisen ging die Initiative aus, den Nahverkehr der Region zukunftsfähig aufzustellen. Deshalb wurde die Gründung eines gemeinsamen Tarifverbunds (sogenannter Aufgabenträgerverbund in Rechtsform eines Zweckverbands) angestrebt, der die bisher bestehenden Verbünde VSB, VVR und TUTicket im Zuge der Verbundgründung ablösen sollte. Im Zuge des so entstehenden neuen Tarifraums wurde auch der verbund- bzw. landkreisübergreifende „3er-Tarif“ vollständig abgelöst.
Eine wichtige Prämisse für die Entwicklung des neuen Verbundtarifs war die Vereinfachung der Tarifsystematik sowie die Verschlankung des Tarifsortiments. In dem Zusammenhang wurden die bisherigen insgesamt 27 kleinen Tarifzonen der Region auf nur noch 8 große Tarifzonen reduziert, das Tarifsortiment der Nachfrage entsprechend ausgedünnt und Fahrpreise abgesenkt. Ein preislich attraktiver und dem Kunden gut verständlicher Tarif sollte sich positiv auf die Nutzung von Bus und Bahn in der Region auswirken und einen wesentlichen Beitrag zum Klimaschutz leisten. Die entsprechenden Beschlüsse zur Verbundgründung wurden in den beteiligten Kreistagen im Sommer 2022 gefasst.
Die neue Verbundorganisation entstand aus dem bestehenden Zweckverband Ringzug, dem im Zuge der neuen Aufgaben auch das Land Baden-Württemberg beitrat. Die neue Verbandssatzung wurde am 21. November 2022 unterzeichnet und der Start des gemeinsamen Tarifs unter dem Markennamen „MOVE“ auf den 1. Januar 2023 festgelegt.

## Move – Die gemeinsame Mobilitätsmarke
Die Marke „Move“ (abgeleitet vom englischen Begriff für „Bewegung“) steht für das übergeordnete Mobilitätskonzept, das die Angebote und Dienstleistungen im öffentlichen Nahverkehr der Region Schwarzwald-Baar-Heuberg zusammenführt.

## Unternehmensstruktur und Organisation
Dem Zweckverband gehören die drei Landkreise Rottweil, Tuttlingen und Schwarzwald-Baar-Kreis sowie das Land Baden-Württemberg als Verbandsmitglieder an. Die Verbandsmitglieder tragen und finanzieren die Verbundorganisation.
Neben einer Geschäftsstelle gibt es für den operativen Betrieb ein AboCenter und vier KundenCenter, die sich auf die Städte Villingen-Schwenningen, Rottweil, Schramberg und Tuttlingen aufteilen.

## Der MOVE-Tarif

### Tarifsystem

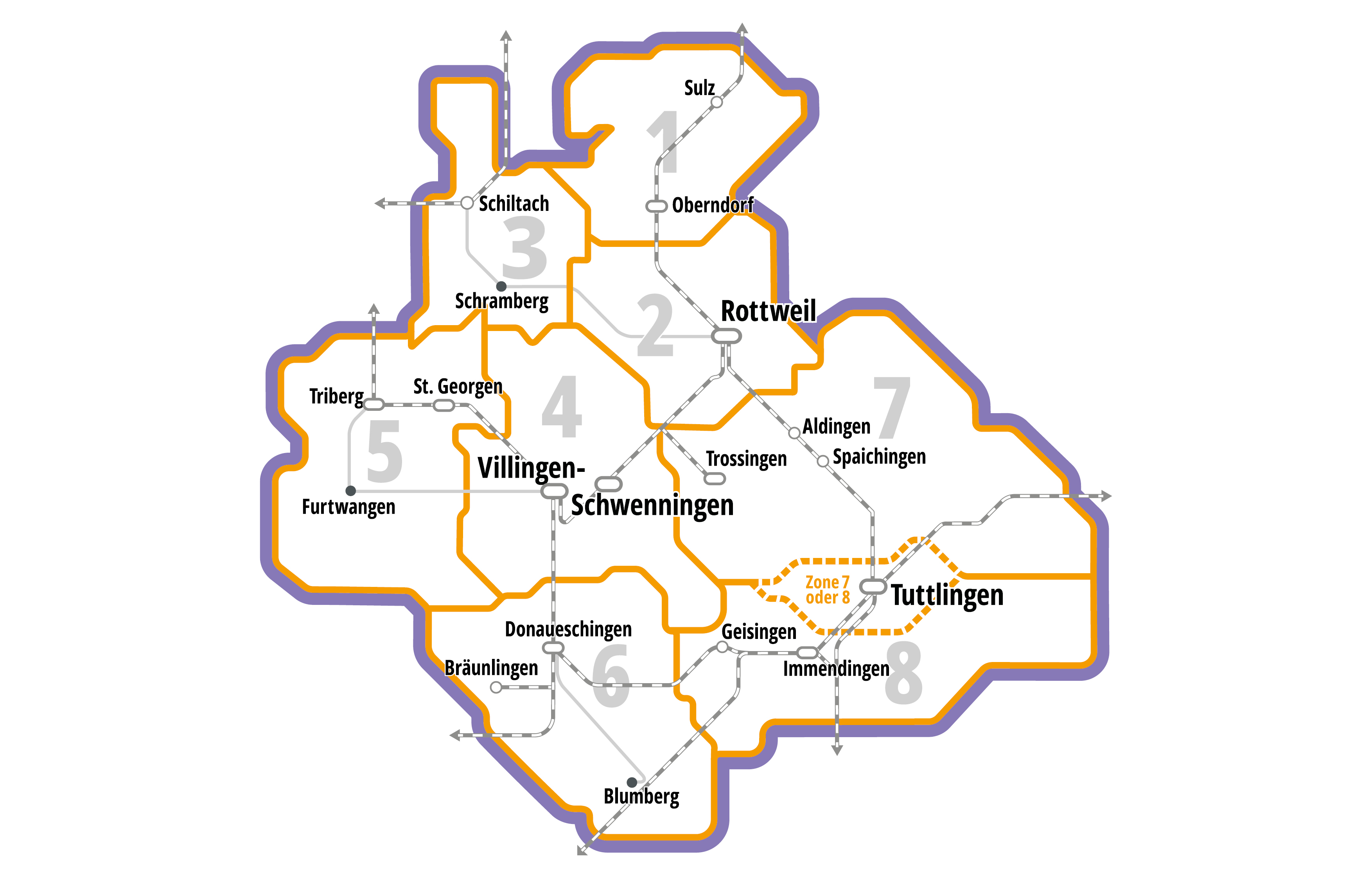
MOVE Tarifzonenplan: Zeigt die 8 Tarifzonen im Verbundgebiet.

Der MOVE-Tarif ist ein flächenbasierter Zonentarif. Das Verbundgebiet teilt sich in insgesamt acht Tarifzonen auf, deren Kennzeichnung mittels Tarifzonenzahlen erfolgt. Der Fahrpreis richtet sich grundsätzlich nach den bei der Fahrt berührten Tarifzonen. Gibt es mehrere Fahrtmöglichkeiten, wird der tatsächlich benutzte Weg zur Fahrpreisberechnung herangezogen. Fahrausweise werden nur für verkehrsübliche Wege zwischen einem Startort und einem Zielort ausgegeben.
Die Höhe der Preise für EinzelTickets, TagesTickets und ZeitCards richtet sich generell nach der Anzahl der befahrenen Zonen. Für Gelegenheitskunden mit EinzelTickets- und TagesTickets werden Fahrausweise für 1, 2, 3 und 4 und mehr Zonen ausgegeben.
Für Stammkunden mit Monats- und AboCards, gibt es eine abweichende Systematik. Monatskarten gelten immer bereits für mindestens 2 Zonen und darüber hinaus für 3 Zonen oder Netz und werden mit A (1–2 Zonen), B (3 Zonen) und C (Netz) betitelt. AboCards gelten immer automatisch im gesamten Netz. Für die Benutzung der 1. Klasse im Schienenpersonennahverkehr, für AnschlussTickets und für FahrradTickets gelten hingegen immer entfernungsunabhängige Festpreise.
Zeitfahrausweise der Preisstufe C und TagesTickets der Preisstufe 4 gelten als Netzkarte für den gesamten Verbundgebiet. Darüber hinaus gelten auch die Deutschlandticket-Produkte immer als Netzkarte im Verbundgebiet.
Der Verbundtarif wird lokal durch vergünstigte Stadttarife ergänzt, die in Kooperation mit der jeweiligen Kommune betrieben werden.
Für Fahrten in benachbarte Verkehrsverbünde gibt es entsprechende Tarifangebote. Der Zweckverband Schwarzwald-Baar-Heuberg ist Teil der Kooperation „FANTA5“, der auch andere Verbünde im südbadischen Raum angehören. Der Verbund ist ebenso Partner der Programme KONUS und AlbCard. Die Konus-Gästekarte der Schwarzwald-Tourismus GmbH erhalten Übernachtungsgäste im Schwarzwald; sie gilt als Fahrkarte für den ÖPNV in den Verbundlandkreisen Rottweil und Schwarzwald-Baar sowie weiteren Verkehrsverbünden im Schwarzwald. Die AlbCard ist die Gästekarte des Schwäbische Alb Tourismusverbands e. V. und gilt im Verbundlandkreis Tuttlingen.

### Tarifsortiment
- EinzelTickets: EinzelTicket Erwachsener, EinzelTicket Kind
- TagesTickets: TagesTicket Single, TagesTicket Grupp
- Zeit Cards: MonatsCard Erwachsener, MonatsCard Ausbildung, AboCard Erwachsener
- AnschlussTicket
- FahrradTicket

## Organisation des Nahverkehrs in Deutschland

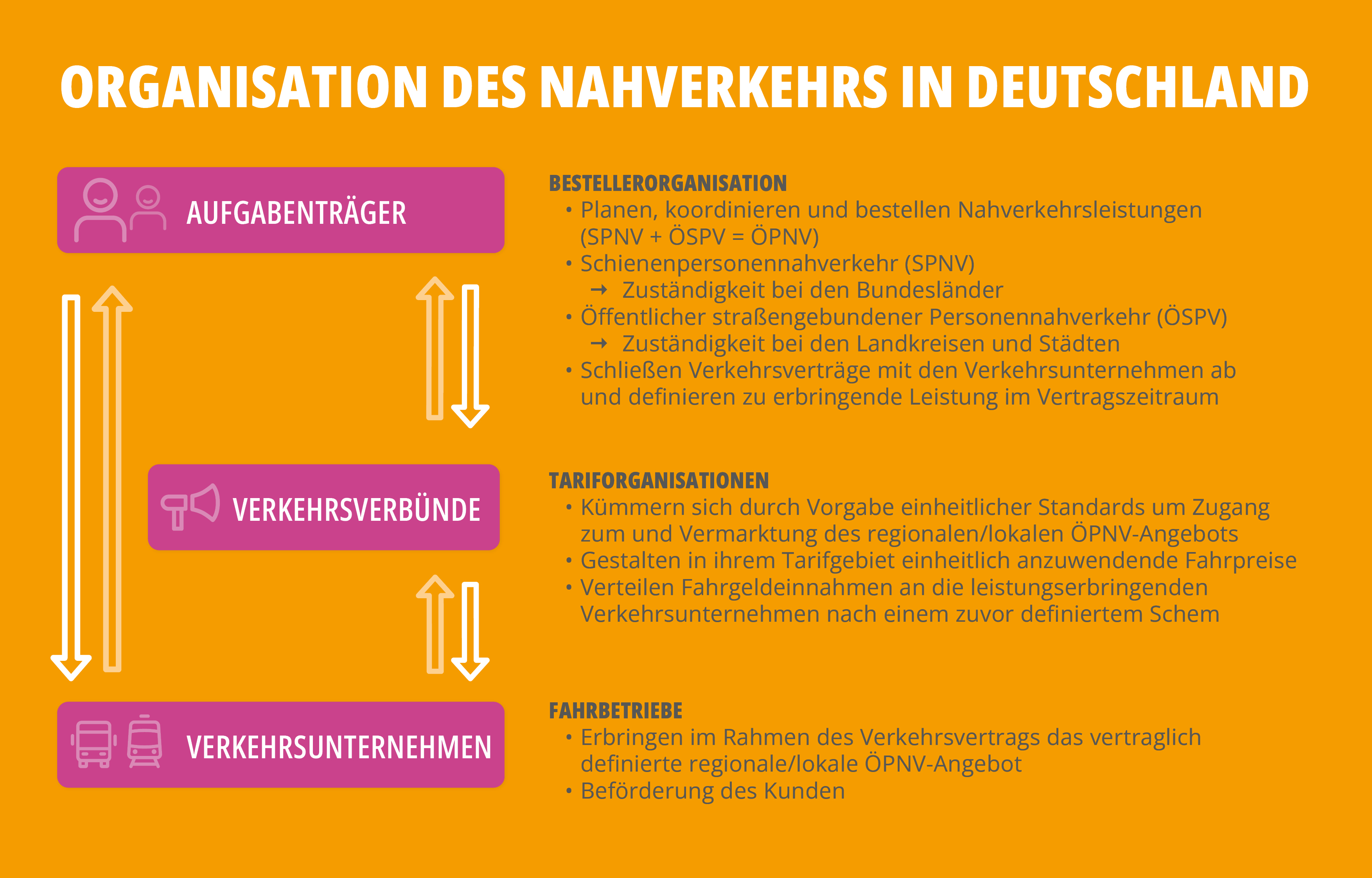
Schaubild: Organisation des Nahverkehrs in Deutschland

Die Verbandsmitglieder des Zweckverbands sind von der Rolle her zugleich Aufgabenträger Schiene und Straße im Verbundgebiet und haben ihre Tarifkompetenz im Sinne eines einheitlichen Nahverkehrstarif in der Region in der Verbundorganisation gebündelt.
Derzeit sind im Verbundgebiet 22 Verkehrsunternehmen mit der Erbringung der Verkehrsleistungen betraut.